# Стърновец
Стърновец или Стърновац (на македонска литературна норма: Стрновац) е село в Северна Македония, в община Старо Нагоричане.

## География
Селото е разположено в областта Средорек на левия бряг на река Пчиня.

## История
В края на XIX век Стърновец е българско село в Кумановска каза на Османската империя. Според статистиката на Васил Кънчов („Македония. Етнография и статистика“) от 1900 г. Стърновец е населявано от 200 жители българи християни.
Цялото християнско население на селото е сърбоманско под върховенството на Цариградската патриаршия. Според патриаршеския митрополит Фирмилиан в 1902 година в Стърновац има 27 сръбски патриаршистки къщи. По данни на секретаря на Българската екзархия Димитър Мишев („La Macédoine et sa Population Chrétienne“) в 1905 година в Стърновец има 160 българи патриаршисти сърбомани.
По време на Първата световна война Стърновец е част от Старонагоричанска община и има 264 жители.
Според преброяването от 2002 година селото има 93 жители.
| Националност     | Всичко |
| северномакедонци | 87     |
| албанци          | 0      |
| турци            | 0      |
| роми             | 0      |
| власи            | 0      |
| сърби            | 6      |
| бошняци          | 0      |
| други            | 0      |